# Muerte al amanecer
Muerte al amanecer es una película peruana de 1977, ópera prima de Francisco Lombardi. Narra las últimas horas de vida de un condenado a morir fusilado por haber violado y asesinado un niño. Está basada en una historia de la vida real, sobre el famoso caso del "Monstruo de Armendáriz". El guion fue escrito por el periodista Guillermo Thorndike, quien estuvo presente en el fusilamiento.
La película se convirtió en un éxito taquillero nacional.[cita requerida]